# Duttogliano
Duttogliano (in sloveno Dutovlje) è una località della Slovenia, insediamento (naselje) del comune di Sesana.
È capoluogo di una delle 13 comunità locali in cui si suddivide il comune, includendo anche i vicini insediamenti di Godnje, Crepegliano (Kreplje), Scoppo (Skopo), Capriva del Carso (Kopriva), Berie (Brje pri Koprivi) e Krajna vas.

## Geografia fisica
Il centro è situato sul Carso a 313,2 metri s.l.m. e a 6 km circa dal confine italiano di Monrupino.

## Storia
In epoca asburgica Dutoglie/Duttoule (Dutovlje) fece parte della Contea di Gorizia e Gradisca e, a livello regionale, dapprima del Regno d'Illiria e poi del Litorale austriaco. Costituì un comune autonomo, che comprendeva anche i vicini villaggi di Godinia (Godinje o Godnje) e Creplie (Kreplje).
Nel 1920, in seguito alla prima guerra mondiale e al Trattato di Rapallo, venne annesso come il resto della regione al Regno d'Italia e il suo nome venne cambiato in Duttogliano. Nel 1922 venne inquadrato nella provincia di Trieste come comune autonomo, che incluse le stesse frazioni che in epoca asburgica fino al 1927, quando aggregò i soppressi comuni di Capriva del Carso e Scoppo. A tale epoca dunque il comune includeva le frazioni di:
- Duttogliano (Dutovlje), con i centri di Creplie/Crepegliano (Kreplje) e Godnie/Godignano (Godnje);
- Scopo/Scoppo (Skopo), con il centro di Crainavas/Villa Cargna (Krajna vas);
- Copriva/Capriva nel Carso (Kopriva), con il centro di Berie (Berje).[10][11]

Nel 1947, dopo la seconda guerra mondiale e i Trattati di Parigi, il paese passò alla Jugoslavia. Dal 1991 fa parte della Slovenia.

## Monumenti e luoghi d'interesse
Nei pressi del centro abitato vi è un cimitero militare della prima guerra mondiale. La chiesa parrocchiale è dedicata a san Giorgio (Sv. Jurij).

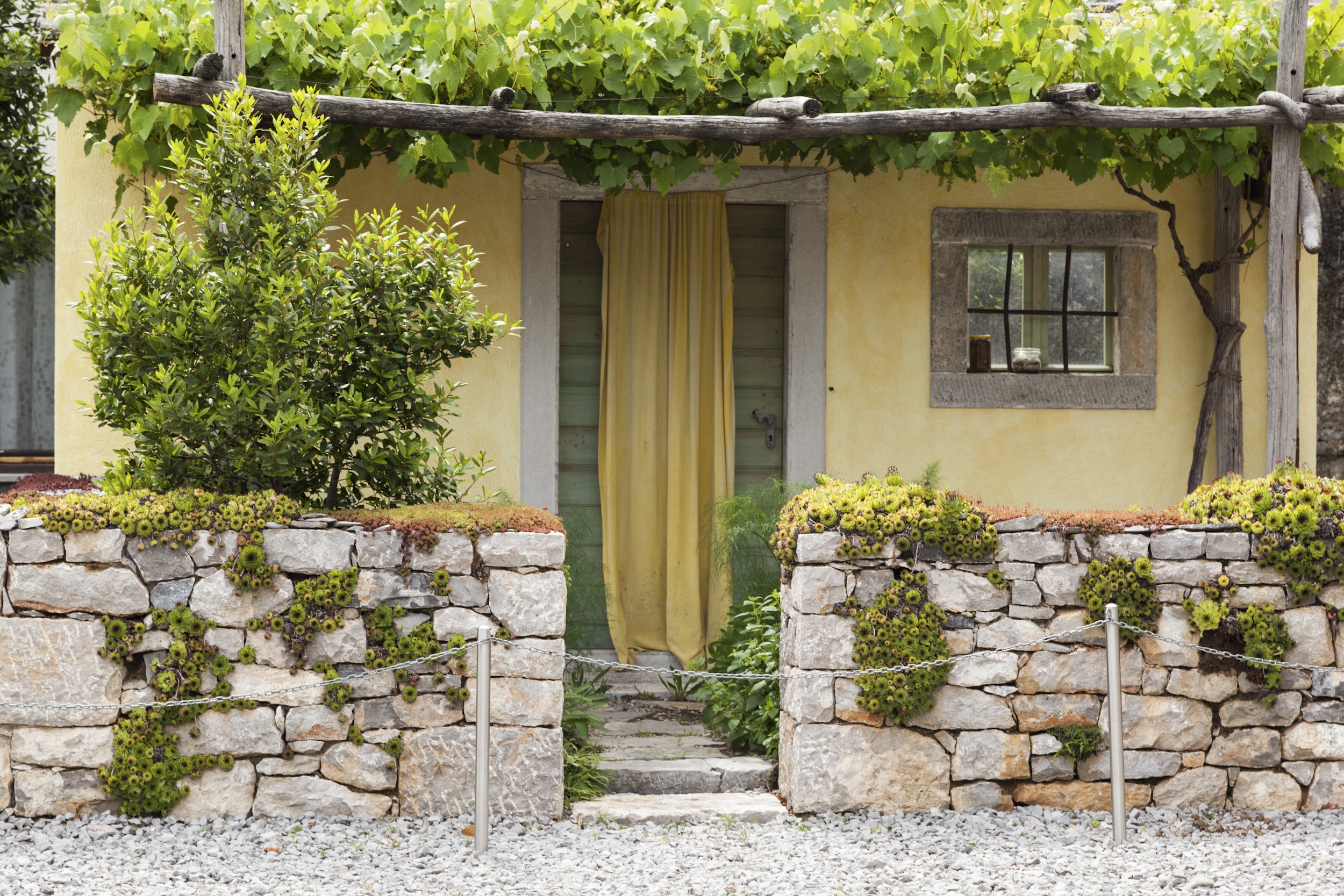
Orto carsico di Pepa

Un giardino carsico di nome Orto carsico di Pepa, che ha ricevuto una medaglia d'oro a Londra all'Hampton Court Flower Show, è posto nel casale di Buncetov.

## Economia
La località è famoso centro vitivinicolo specializzato nella produzione del vino Terrano, grazie alla terra rossa di cui è composto il terreno.

## Infrastrutture e trasporti
Duttogliano si trova sulla strada che porta verso Nova Gorica e possiede una propria stazione ferroviaria sulla linea Sesana-Nova Gorica.